# Legrand (azienda)
Legrand è gruppo industriale francese specializzato nella componentistica elettrica e storicamente localizzato a Limoges, nella regione del Limosino.
Oltre a produrre componenti e sistemi per installazioni elettriche, il gruppo si occupa anche di tecnologie per lo sviluppo sostenibile e il risparmio energetico, sviluppando impianti fotovoltaici e sistemi per il controllo dell'illuminazione.

## Storia
L'azienda è stata fondata ufficialmente a Limoges nel 1904 ad opera di Frédéric Legrand (da cui ha preso il nome), ma le sue origini risalgono al 1865, quando sulla strada che porta a Lione fu realizzato un laboratorio per la produzione di piatti di porcellana di Limoges.
Nel 1919 l'azienda strinse una collaborazione con Jean Mondot, un artigiano di Limoges che aveva avviato ad Exideuil una piccola fabbrica per la produzione di interruttori elettrici con l'impiego di porcellana e cassette di legno.
Col tempo la produzione si orientò gradualmente verso la componentistica elettrica. All'epoca, prima dell'avvento della plastica, il miglior isolante elettrico disponibile era la porcellana.
Nel 1949, a seguito di un incendio che distrusse la fabbrica principale, si decise di concentrare tutte le attività esclusivamente su dispositivi elettrici quali interruttori e prese di corrente. In seguito l'azienda ampliò rapidamente la sua gamma di prodotti, realizzando anche sistemi di protezioni elettriche, prodotti per la gestione dei cavi elettrici, luci d'emergenza, e via discorrendo.
Da allora, Legrand ha effettuato 120 acquisizioni di aziende del settore elettrico in tutto in mondo (tra cui l'italiana BTicino nel 1989), diventando uno dei più grandi produttori globali di componenti elettrici con più di 150000 diversi prodotti fabbricati in 90 nazioni e venduti in 180.